# مناری (پرنامبوکو)
مناری (به پرتغالی: Manari) یک منطقهٔ مسکونی در برزیل است که در پرنامبوکو واقع شده‌است. مناری ۴۰۶٫۶۴ کیلومتر مربع مساحت و ۲۱٬۷۷۶ نفر جمعیت دارد و ۵۷۰ متر بالاتر از سطح دریا واقع شده‌است.